# Liisa Veijalainen
Liisa Kaarina Veijalainen, född Liukkonen den 4 april 1951 i Pikis, är en finländsk orienterare som blev världsmästarinna individuellt 1976 samt i stafett 1972, 1978 och 1979, hon har även tagit fyra VM-silver.
1980 blev hon nordisk mästarinna individuellt, och har även tagit ytterligare två NM-silver.